# قصر یخی (فیلم ۱۹۸۷)
قصر یخی (نروژی: Is-slottet) یک فیلم درام نروژی محصول سال ۱۹۸۷ است و بر پایهٔ رمانی با همین نام ساخته شده‌است. این فیلم به‌عنوان نمایندهٔ نروژ برای بخش بهترین فیلم بین‌المللی در شصت و یکمین دوره جوایز اسکار انتخاب شد، اما به‌عنوان نامزد پذیرفته نشد.